# Уруские

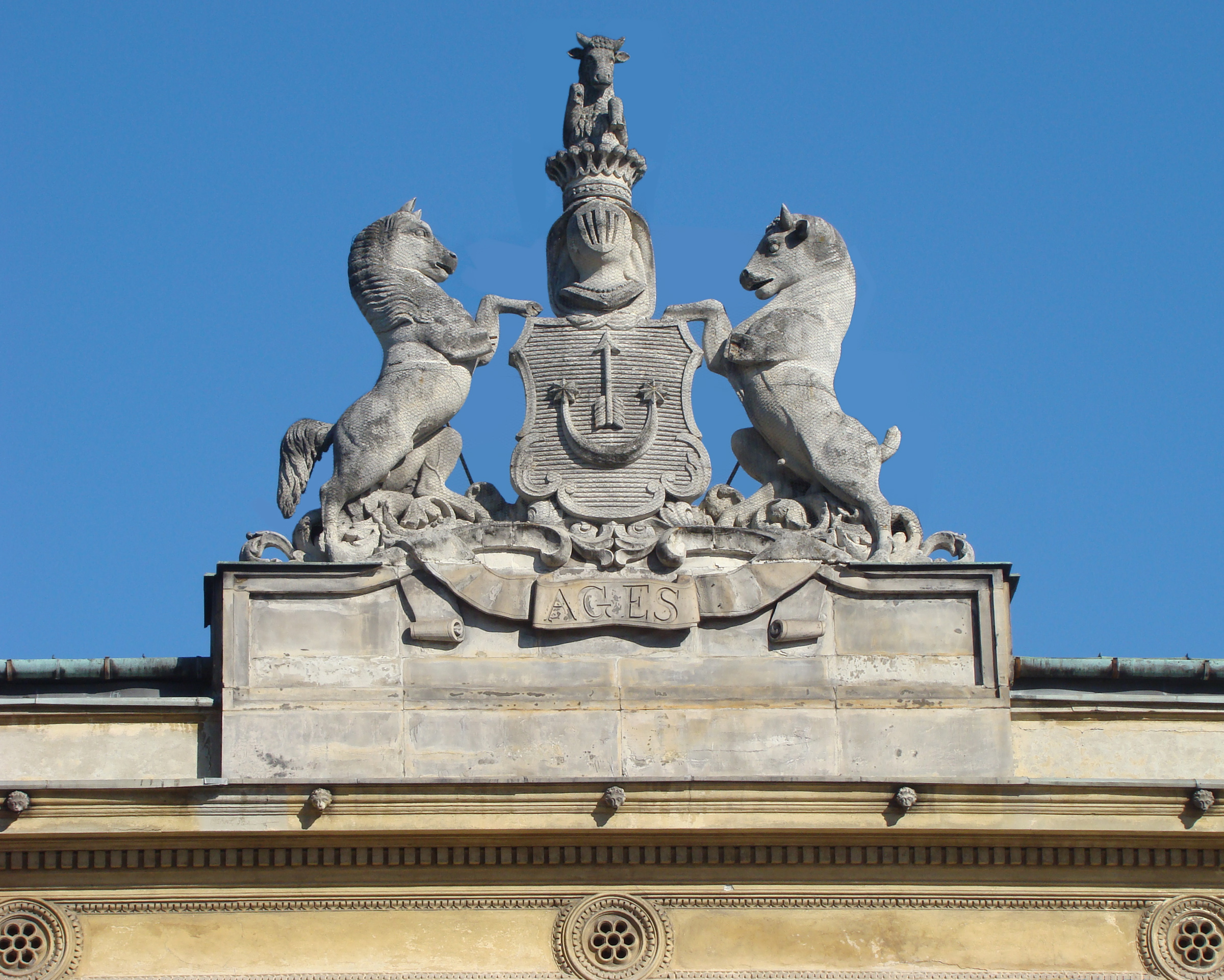
Герб над входом в варшавский дворец

Уруские (пол. Uruski) — дворянский и графский род.
Род герба Сас, украинского происхождения, восходящий к началу XVI века.
Ян Уруский был великим подскарбием Галиции (умер 1837); Каетан Уруский (умер 1827), — галицийским коронным мечным. Сын последнего, Северин (1817—1890), получил в 1844 году графский титул в Австрии от императора Фердинанда I.
Высочайшим повелением Императора Николая I от 24 сентября 1853 года, предводитель дворянства Варшавской губернии Северин Уруский причислен к потомственному дворянству Царства польского, пользующегося графским титулом.

## Описание герба
В голубом поле щита золотой полумесяц, сопровождаемый внутри серебряной стрелой и двумя шестиконечными золотыми звёздами на его рогах (герб Сас). Щит увенчан графской короной, над которой шлем с дворянской короной. Нашлемник: возникающий чёрный зубр с красным языком. Намёт: голубой, подложен золотом. Щитодержатели: справа белый конь с золотыми копытами, слева бык. Девиз: на красной ленте надпись "Ages".